# Blair Evans
Blair Catherine Evans (3 d'abril de 1991) és una nedadora d'estil lliure en distància mitjana australiana. Evans va fer el seu debut internacional a Austràlia en el Campionat Mundial de Natació de 2009, on ella va competir en els 800 m d'estil lliure.
Ella va representar a Austràlia en el Campionat de Natació Pa Pacific de 2010, on es va portar el bronze en els 200 m i 400 metres lliures i plata en els 4 x 200 m estil lliure.
Ella va representar a Austràlia en els Jocs de la Mancomunitat de 2010, guanyant una medalla d'or en el relleu 4 × 200 metres lliures, acabant en sisè lloc en l'estil lliure de 200 metres, acabant cinquena en l'estil lliure de 800 m, i va acabar quarta en el relleu 400 m individual.

## Jocs Olímpics de Londres 2012
En els Jocs Olímpics de Londres 2012, Evans va competir en els 400 metres combinat individual, però va acabar 13a en les eliminatòries (6a en la seva sèrie) amb un temps de 4:40:42 i no va avançar a la final, ja que només els 8 primers van ser seleccionat. Evans va nedar en els 4 × 200 metres lliures de relleu d'eliminatòries. A pesar que no va arribar a la final, el seu equip va quedar en segon lloc amb un temps de 7:44.41, amb medalla de plata per part d'Evans.